# Skrivsjön
Skrivsjön är en sjö i Hylte kommun i Halland och ingår i Nissans huvudavrinningsområde.